# Pierre Joly
Pierre Joly (11 febbraio 1946) è un ex tennista francese.

## Carriera
Nei tornei del Grande Slam ha ottenuto il suo miglior risultato raggiungendo i quarti di finale di doppio misto all'Open di Francia nel 1974, in coppia con l'italiana Anna-Maria Nasuelli.